# Квилишори
Квилишори (груз. ქვილიშორი) — село в Грузии, на территории Цхалтубского муниципалитета края (мхаре) Имеретия.

## География
Село находится в западной части Грузии, на расстоянии 6 километров к северо-востоку от города Цхалтубо, административного центра муниципалитета. Абсолютная высота — 376 метров над уровнем моря.

## Население
По результатам официальной переписи населения 2014 года, в Квилишори проживало 692 человека (342 мужчины и 350 женщин). В национальной структуре населения грузины составляли 100 %.
| Год  | Население, человек |
| ---- | ------------------ |
| 2002 | 1179               |
| 2014 | ↘ 692              |